# Vzporedni materi
Vzporedni materi (špansko Madres paralelas) je španski dramski film iz leta 2021, ki ga je režiral in zanj napisal scenarij Pedro Almodóvar. V glavnih vlogah nastopajo Penélope Cruz, Milena Smit, Aitana Sánchez-Gijón, Israel Elejalde, Julieta Serrano in Rossy de Palma. Zgodba prikazuje ženski, ki rodita na isti dan, zaradi česar se njuni življenji nepričakovano prepleteta. 
Film je bil premierno prikazan 1. septembra 2021 na Beneškem filmskem festivalu, kjer je Cruz prejela nagrado za najboljšo igralko, 8. oktobra istega leta pa je bil premierno prikazan v španskih kinematografih in tudi kot zaključni film na Filmskem festivalu v New Yorku. Na 94. podelitvi je bil nominiran za oskarja za najboljšo igralko (Cruz) in izvirno glasbeno podlago (Alberto Iglesias).

## Vloge
- Penélope Cruz kot Janis Martínez Moreno
- Milena Smit kot Ana Manso Ferreras
- Israel Elejalde kot Arturo
- Aitana Sánchez-Gijón kot Teresa Ferreras
- Julieta Serrano kot Brígida
- Rossy de Palma kot Elena
- Pedro Casablanc kot Anin oče (glas)
- Adelfa Calvo kot Brígidina nečakinja
- Ainhoa Santamaría[5] kot varuška
- Daniela Santiago[6] kot model
- Ana Peleteiro[7] kot model